# Топуско
Топуско је насељено мјесто и општина на граници Кордуна и Баније, у Сисачко-мославачкој жупанији, Република Хрватска. Налази се близу босанскохерцеговачке границе. До нове територијалне организације у Хрватској, општина Топуско била је у саставу бивше општине Вргинмост.

## Географија
Топуско је једна од мањих општина у Хрватској, са површином од 210 km². Налази се у предјелу средњег тока ријеке Глине, брежуљкастом крају између Петрове горе на западу и нешто удаљеније Зринске горе на југоистоку. Путевима је повезано са већим оближњим мјестима: Глина (13 km), Петриња (35 km), Сисак (47 km), Карловац (55 km), Загреб (преко Ласиње и Писаровине 65 km). Од Топуског нису далеко ни Плитвичка језера (80 km).
У околини Топуског налазе се и познати извори хладне питке воде: врело Молинари, Бенково и Јелачићево врело. Посебно значајни, и по чему је Топуско познато, су термални извори. Постоје три главна и неколико мањих извора вулканског су поријекла који избијају на површину из дубине од отприлике 1.500 m.

## Историја
У 4. и 5. вијеку надиру Готи и Лангобарди, у 6. вијеку Словени и Авари, а у 8. вијеку Франци. У 10. вијеку долазе и Мађари. Године 1097, у бици на Гвозду умире Петар Свачић, по коме се данас зове Петрова гора. Угарски краљ Андрија II почетком 13. вијека даје цистерцитима одређене повластице, и они се настањују у самостану на мјесту гдје је данас перивој Опатовина. Цистерцити су под турском пријетњом отишли из Топуског, а краљ Фердинанд I права опатије додјељује 1558. загребачким бискупима. Турци су ипак 1556. године заузели имање топуске опатије, а цистерцитски самостан и цркву разорили топовима. Предаја каже да је по том догађају Топуско добило назив. Након Турака, 1784. године Топуско је дошло под управу Војне крајине. Од самостана и опатије преостало је једино готичко прочеље цркве високо 23 m.
Почетком 19. вијека Топуско је дио француских Илирских провинција, а након 1813. године поново је у Војној крајини. Тада почиње развој Топуског као купалишта, а један од најзаслужнијих људи у том смислу био је пуковник Иван Нестор. У 19. вијеку раде се многа научна испитивања термалних врела. Њихов љековито дејство постаје све познатије, па све више угледних и познатих људи тог доба посјећује топлице и оне постају помодно састајалиште. Половином 19. века ту су уређене минералне топлице (термална бања), а постојале су бистре, блатне и парне купке. Температура воде је износила 30-46 °C. Доктор Милер из Топуског је 1855. године у Бечу на стручном скупу, читао извештај о квалитету воде у Купатилу Топуском. Бањска вода је служила за лечење желуца и црева, као и упале мишића и зглобова. Купатилски приходи су лицитирани крајем јула 1858. године. Славни Вук Караџић је боравио током јула 1861. године на лечењу у Топуском. Поздравио га је силан народ, у чије је име говорио парох топуски Богдановић. Бакљаду је током ноћи организовао капетан Руњанин. Тако су Топушчани свечано и срдачно још дочекали само бана Јелачића, својевремено. Рекламирана је "Купељ Топуско" 1871. године као "Хрватски Гастајн", због сличности са том познатијом страном бањом. Бањски лекар др Хинтербергер већ је саставио књижицу о лековитим својствима топле "блатне купељи", која се могла набавити и у Бечу. У месту је 1871. године пошта и брзојав којим руководи Урош Вурдеља. Он је 1888. године био закупац купатила Топуско и организатор транспорта за госте и посетиоце, са покривеним и отвореним кочијама. За време Краљевине Југославије то је било војно лечилиште и бановинско лечилиште, са више хотела.
Топуско 1827. године има православну парохију, на којој службује поп Марко Богдановић, који је парох и намесник. Капелан је био 1870-1872. године поп Петар Велебит, пренумерант српског штива. Поп Петра је као капелан заменио поп Михаило Вујаклија (1873—1876). Топуско је 1893. године имало 3.059 православних парохијана. Био је парох у Топуском 1905. године поп Миле Поповић.
По укидању Војне крајине (1881. године), Топуско и околица постају дио банске Хрватске. То је раздобље интензивног развоја љечилишта и туризма у Топуском. На самом почетку 20. вијека изграђени су водовод и жељезница. Подижу се перивоји, међу којима су најпознатији перивој Николино брдо и перивој Опатовина. Многи ботаничари и хроничари Топуског су се нескривеним одушевљењем дивили љепоти крајолика и спокоју поднебља, истичући Опатовину као перивој у подножју Николина брда, улицу липа, бројне платане, егзотичне врсте дрвећа (гинко билоба, секвоје и др).
Почетком 20. века Топуско је варошица и православна парохија којој гравитирају као филијале села: Старо Село, Бјељевина, Катиновац, Воркапић, Мала Врановина, Пониквари и Грађани. Ту живи 3822 православаца Срба у 600 домова. Православно парохијско звање је основано 1808. године и од тад се воде и црквене матице. Православни храм посвећен Рођењу Св. Јована Крститеља грађен је 1826. године, чији је темпло осликао 1862. године Хакман. Парохија је прве класе, има парохијски дом и српско православно гробље. Председник црквене општине је Петар Вујаклија а парох поп Миле Поповић, рођен 1843. године у Дубици.
Комунална основна школа има два здања грађена 1830. и 1877. године. Са децом раде учитељи Никола Новаковић и Кристина Кушевић. Редовну наставу прати 196 ђака а пофторну (празничну) 36 мушких.
Маја 1904. године ту је одржан Конгрес српских земљорадничких задруга, у великој купалишној дворани.
Током Другог свјетског рата хиљаде Срба је поклано у околини Топуског. 25. јуна 1941. године усташе су у Пољани код Топуског запалиле пет кућа, ухапсиле 7 мушкараца и стрељали их у Топуском. У Топуском је 8-9. маја 1944. године одржано треће засједање ЗАВНОХ-а.
У рату 90-их Топуско је претрпјело велика разарања. Након тешких борби у августу 1991. године, Топуско као већинско српско место улази у састав РСК. Многе познате зграде у мјесту, као што су зграда Војног љечилишта или Блатне купке са зградом љечилишне рестаурације, су разорене. Када је укинута РСК, Топуско је ушло у састав Хрватске. Раније Топуско није била засебна општина већ је припадала тадашњој општини Вргинмост (данас општина Гвозд). Током операције Олуја многи Срби су прогнани из Топуског.

## Становништво

### Попис 2011.
Према попису становништва из 2011. године, у општини Топуско живи 2.985 становника, а од тога 945 у самом насељу Топуско.
| Попис 2011.‍   | Попис 2011.‍ | Попис 2011.‍ | Попис 2011.‍ | Попис 2011.‍ |
| ------------- | ----------- | ----------- | ----------- | ----------- |
|               |             |             |             |             |
| Хрвати        | Хрвати      |             | 1.865       | 62,48%      |
| Срби          | Срби        |             | 893         | 29,92%      |
| Бошњаци       | Бошњаци     |             | 139         | 4,66%       |
| неизјашњени   | неизјашњени |             | 35          | 1,17%       |
| остали        | остали      |             | 53          | 1,77%       |
| укупно: 2.985 |             |             |             |             |

### Попис 2001.
Општина Топуско по попису становништва из 2001. године броји 3.219 становника, што је отприлике половина пријератног броја. Према етничкој структури, због протјеривања Срба и њиховог спречавања да се врате већинско становништво су постали Хрвати (63,5%), а бројни су и даље и Срби (29,6%).
Само насеље Топуско има 798 становника. У стварности је тај број нешто већи, јер је доста мјештана службено пријављено као становници околних села, у којима још није довршена обнова. Прије рата, насеље Топуско имало је 1.587 становника, од којих су већину чинили Срби. Хрвати су чинили 26,2%.

### Попис 1991.
До нове територијалне организације у Хрватској, општина Топуско налазила се у саставу бивше велике општине Вргинмост.
Национални састав општине Топуско, по попису из 1991. године је био следећи:
| година пописа | укупно | Срби           | Хрвати         | Југословени | остали      |
| ------------- | ------ | -------------- | -------------- | ----------- | ----------- |
| 1991.         | 6.824  | 4.144 (60,72%) | 2.251 (32,98%) | 151 (2,21%) | 278 (4,07%) |

## Топуско (насељено место), национални састав, 1991.
На попису становништва 1991. године, насељено место Топуско је имало 1.587 становника, следећег националног састава:
| Попис 1991.‍   | Попис 1991.‍  | Попис 1991.‍ | Попис 1991.‍ | Попис 1991.‍ |
| ------------- | ------------ | ----------- | ----------- | ----------- |
|               |              |             |             |             |
| Срби          | Срби         |             | 1.014       | 63,89%      |
| Хрвати        | Хрвати       |             | 415         | 26,14%      |
| Југословени   | Југословени  |             | 101         | 6,36%       |
| Муслимани     | Муслимани    |             | 8           | 0,50%       |
| Немци         | Немци        |             | 3           | 0,18%       |
| Албанци       | Албанци      |             | 2           | 0,12%       |
| Румуни        | Румуни       |             | 2           | 0,12%       |
| Словенци      | Словенци     |             | 2           | 0,12%       |
| Бугари        | Бугари       |             | 1           | 0,06%       |
| Македонци     | Македонци    |             | 1           | 0,06%       |
| Црногорци     | Црногорци    |             | 1           | 0,06%       |
| Чеси          | Чеси         |             | 1           | 0,06%       |
| неопредељени  | неопредељени |             | 30          | 1,89%       |
| непознато     | непознато    |             | 6           | 0,37%       |
| укупно: 1.587 |              |             |             |             |

## Познате личности
- Ђуро Баић, народни херој, рођен у Пецки
- Ђуро Бродарац, бивши сисачко-мославачки жупан
- Џорџ Војновић, амерички политичар, поријеклом из Топуског[14]
- Татјана Хољевац, предсједница градске скупштине Загреба
- Џозеф Шлезингер, израелско-амерички биохемичар и биофизичар